# História do antissemitismo
A história do antissemitismo, isto é, das ações hostis ou discriminatórias contra os judeus - tanto como grupo religioso quanto étnico - remonta a muitos séculos no passado. O antissemitismo já foi chamado de "o mais duradouro dos ódios."
Registraram-se diversos exemplos de antipatia em relação aos judeus e ao judaísmo durante a Antiguidade. Os soberanos gregos que dominaram a Judeia, por exemplo, dessacrarem religiosas judaicas, como a circuncisão, a observância do Sabá e o estudo dos livros religiosos judaicos. Durante o século III a.C. registraram-se diversos tumultos antijudaicos em Alexandria, no Egito, e o filósofo Fílon descreveu um ataque a judeus, na mesma cidade, na qual milhares teriam morrido. Diversas declarações exibindo preconceitos contra judeus e sua religião podem ser encontradas nas obras de muitos escritores pagãos gregos e romanos.

## Primeiras animosidades contra os judeus
As primeiras ocorrências de antissemitismo ainda são motivos de discussões entre os estudiosos. Diversos escritores se utilizam de definições diferentes de antissemitismo. Os termos "antissemitismo religioso" e "antijudaísmo" foram utilizados para se referir à animosidade direcionada contra o judaísmo como religião, em vez de dirigida contra os judeus como povo ou grupo étnico.
Alguns estudiosos mantém o ponto de vista de que o antissemitismo teria sido difundido pela primeira vez pelos gregos, ao espalharem os preconceitos dos egípcios, que já eram evidenciados pelos escritos antijudaicos do sacerdote Manetão Já na Antiguidade registrou-se a hostilidade comumente encontrada pelos judeus na diáspora, e o filósofo judeu-helênico Fílon descreveu em sua obra Flaco um ataque aos judeus de sua cidade, Alexandria, em 38, no qual milhares de judeus foram mortos, possivelmente instigado pelas descrições dos judeus como misantropos. Esta animosidade específica contra os judeus, no entanto, deve ser diferenciada do preconceito que os gregos já mantinham contra os grupos e povos que eles consideravam 'bárbaros' - entre os quais os judeus.
Alguns dos primeiros exemplos de sentimentos antijudaicos remontam à Alexandria do século III a.C.. Hecateu de Abdera, historiador grego, referindo-se aos judeus, escreveu que Moisés, "em memória do exílio de seu povo, lhes instituiu um estilo de vida misantrópico e inospitaleiro." Segundo Manetão, sacerdote e historiador egípcio, os judeus seriam leprosos egípcios que haviam sido expulsos, e que haviam sido instruídos por Moisés a "não adorar os deuses". Os mesmos temas aparecem nas obras de Querêmon, Lisímaco, Posidônio, Apolônio Mólon, e até mesmo em Apião e Tácito.Agatárquides de Cnido escreveu sobre as "práticas ridículas" dos judeus e do "absurdo de sua Lei", fazendo uma referência zombatória a como Ptolomeu Lago pôde invadir Jerusalém em 320 a.C. porque seus habitantes estariam observado o sabá.
As relações entre os judeus e o Império Romano, que ocupava sua terra, foram inicialmente antagonísticas, e resultaram em diversas rebeliões e revoltas. De acordo com Suetônio, o imperador Tibério expulsou de Roma os judeus que haviam emigrado para a cidade. O historiador inglês do século XVIII, Edward Gibbon identificou um período mais tolerante, que se iniciou ao redor de 160.
Já se estimou que os judeus correspondiam a cerca de 10% da população total do império; a partir desta cifra, calculou-se que se fatores como os pogroms e as conversões não tivessem ocorrido, existiriam 200 milhões de judeus no mundo atualmente, no lugar dos atuais 13.
Quando o reino judaico foi absorvido pelo Império Romano, as relações entre o povo judeu e os soberanos romanos passaram a ser cada vez mais problemáticas, e eventos como as guerras travadas na Judeia ajudaram a gerar uma visão cada vez mais negativa dos judeus, tanto entre os imperadores como entre o próprio público romano.

## Imperio Romano
Em 19 o imperador Tibério (r. 14–37) expulsou de Roma os judeus estabelecidos na cidade. Suetônio conta que Tibério "suprimiu todas as religiões estrangeiras… Distribuiu os jovens judeus, sob o pretexto de servirem ao exército, por todas as províncias notórias pelo seus climas pouco saudáveis; e expulsou da cidade o resto dos integrantes daquela nação, bem como aqueles que eram prosélitos, sob pena de escravidão vitalícia, se se recusassem a obedecer as ordens." Flávio Josefo, em suas Antiguidades Judaicas, também nota que Tibério "ordenou que todos os judeus fossem banidos de Roma", levando "quatro mil homens consigo, que enviou à ilha da Sardenha; e puniu um grande número deles, que haviam se recusado a tornar-se soldados sob o pretexto de seguir as leis de seus antepassados. Assim os judeus foram expulsos da cidade …" Dião Cássio também escreveu, sobre Tibério: "À medida que os judeus começaram a migrar para Roma em grandes números, e converteram muitos dos nativos aos seus costumes, ele baniu a maior parte deles." Foram feitas algumas tentativas de compreensão da animosidade de Tibério em relação aos judeus; sem entrar em maiores detalhes, Fílon de Alexandria relata que o liberto Sejano, homem de confiança de Tibério, era um dos principais inimigos dos judeus. Como esta passagem foi escrita depois da morte de Tibério, e Fílon não teve qualquer pudor em criticar postumamente o sucessor de Tibério, Calígula, fica ainda mais evidente o papel que Sejano pode ter tido nestas perseguições.
Gibbon divide a atitude dos romanos em relação aos judeus em dois períodos; o primeiro, do reinado de Nero (r. 37–68) ao de Antonino Pio (r. 86–161), ele chama de "Espírito rebelde dos judeus":
[…] os judeus descobriram a feroz impaciência do domínio de Roma, que repetidamente eclodiu nos mais furiosos massacres e insurreições.
A este seguiu-se o período da "Tolerância da religião judaica":
[…] o tratamento gentil mitigou o temperamento severo dos judeus. Despertos de seu sonho de profecia e conquistas, assumiram o comportamento de súditos pacíficos e industriosos.
Durante a Revolta de Barcoquebas, no século II, os soldados romanos assassinaram muitos judeus. Alguns autores argumentaram que a política romana prefigurou o antissemitismo europeu, citando como exemplo o fato de que Roma recusou-se a conceder permissão para que o Templo de Jerusalém fosse reconstruído, após sua destruição em 70, ocorrido durante a repressão de uma das muitas revoltas judaicas, além das taxas que foram impostas ostensivamente aos judeus no mesmo período, para financiar a construção do templo de Júpiter Capitolino e da alteração do nome da Judeia para a Síria Palestina. Outros estudiosos, no entanto, argumentam que Roma suprimiu revoltas em todos os territórios que conquistou, que a expulsão decretada por Tibério foi de "todas as religiões estrangeiras", e que Roma não teve como alvo único os judeus. Não só os judeus não foram eliminados pelos romanos, como judeus na diáspora recebiam privilégios que não eram concedidos a outros grupos dentro do império: ao contrário dos cristãos do mesmo período, por exemplo, tinham o direito de manter seus costumes e sua religião, em vez de serem obrigados a se acomodar aos costumes e religião ditados pelas cidades nas quais residiam. Em 70 ainda existem exemplos de algumas cidades enviando petições recusadas pelo imperador, solicitando que os privilégios judaicos fossem rescindidos; embora Adriano tenha banido a circuncisão juntamente com a castração, considerando-as como formas de mutilação aplicadas normalmente a um indivíduo sem o seu consentimento. Após protestos, os judeus acabaram por ser isentos desta lei.

## Novo Testamento e cristianismo arcaico
Embora a maior parte do Novo Testamento tenha sido escrito por judeus que se tornaram seguidores de Jesus, existem diversas passagens do livro que foram interpretadas como antissemitas, ou que foram utilizadas para propósitos antissemitas:
- Jesus diz, ao falar com um grupo de fariseus: "Bem sei que sois descendência de Abraão; contudo, procurais matar-me, porque a minha palavra não entra em vós. Eu falo do que vi junto de meu Pai, e vós fazeis o que também vistes junto de vosso pai. Responderam, e disseram-lhe: Nosso pai é Abraão. Jesus disse-lhes: Se fósseis filhos de Abraão, faríeis as obras de Abraão. (…) Vós tendes por pai ao diabo, e quereis satisfazer os desejos de vosso pai. Ele foi homicida desde o princípio, e não se firmou na verdade, porque não há verdade nele. Quando ele profere mentira, fala do que lhe é próprio, porque é mentiroso, e pai da mentira. Mas, porque vos digo a verdade, não me credes. Quem dentre vós me convence de pecado? E se vos digo a verdade, por que não credes? Quem é de Deus escuta as palavras de Deus; por isso vós não as escutais, porque não sois de Deus." (João 8:37–39, João 44:47)
- Santo Estevão, ao falar diante do conselho de uma sinagoga, pouco antes de sua execução: "Homens de dura cerviz, e incircuncisos de coração e ouvido, vós sempre resistis ao Espírito Santo; assim vós sois como vossos pais. A qual dos profetas não perseguiram vossos pais? Até mataram os que anteriormente anunciaram a vinda do Justo, do qual vós agora fostes traidores e homicidas; Vós, que recebestes a lei por ordenação dos anjos, e não a guardastes." (Atos 7:51–53)
- "Eis que eu farei aos da sinagoga de Satanás, aos que se dizem judeus, e não são, mas mentem: eis que eu farei que venham, e adorem prostrados a teus pés, e saibam que eu te amo." (Apocalipse 3:9)

Alguns estudiosos bíblicos apontaram que tanto Jesus como Estevão são mostrados como judeus falando a outros judeus, e que seu uso de acusações genéricas contra Israel é emprestada de profetas judaicos anteriores, como Moisés (por exemplo, Deuteronômio 9:13–14; Deuteronômio 31:27–29; Deuteronômio 32:5; Deuteronômio 32:20–21; I Reis 17:13–14; Isaías 1:4; Oseias 1:9, Oseias 10:9). Jesus também chama seu próprio discípulo Pedro de 'Satã' (Marcos 8:33). Outros acadêmicos afirmam que versos como estes refletem as tensões judaico-cristãs que estavam surgindo no final do século I e início do II, que se originaram no período posterior à morte de Jesus. Atualmente praticamente todas as denominações cristãs retiram a ênfase em versos como estes ou interpretam-no de maneiras que rejeitem o uso que lhes foi feito por antissemitas.